# Schwarze Rosenblattwespe

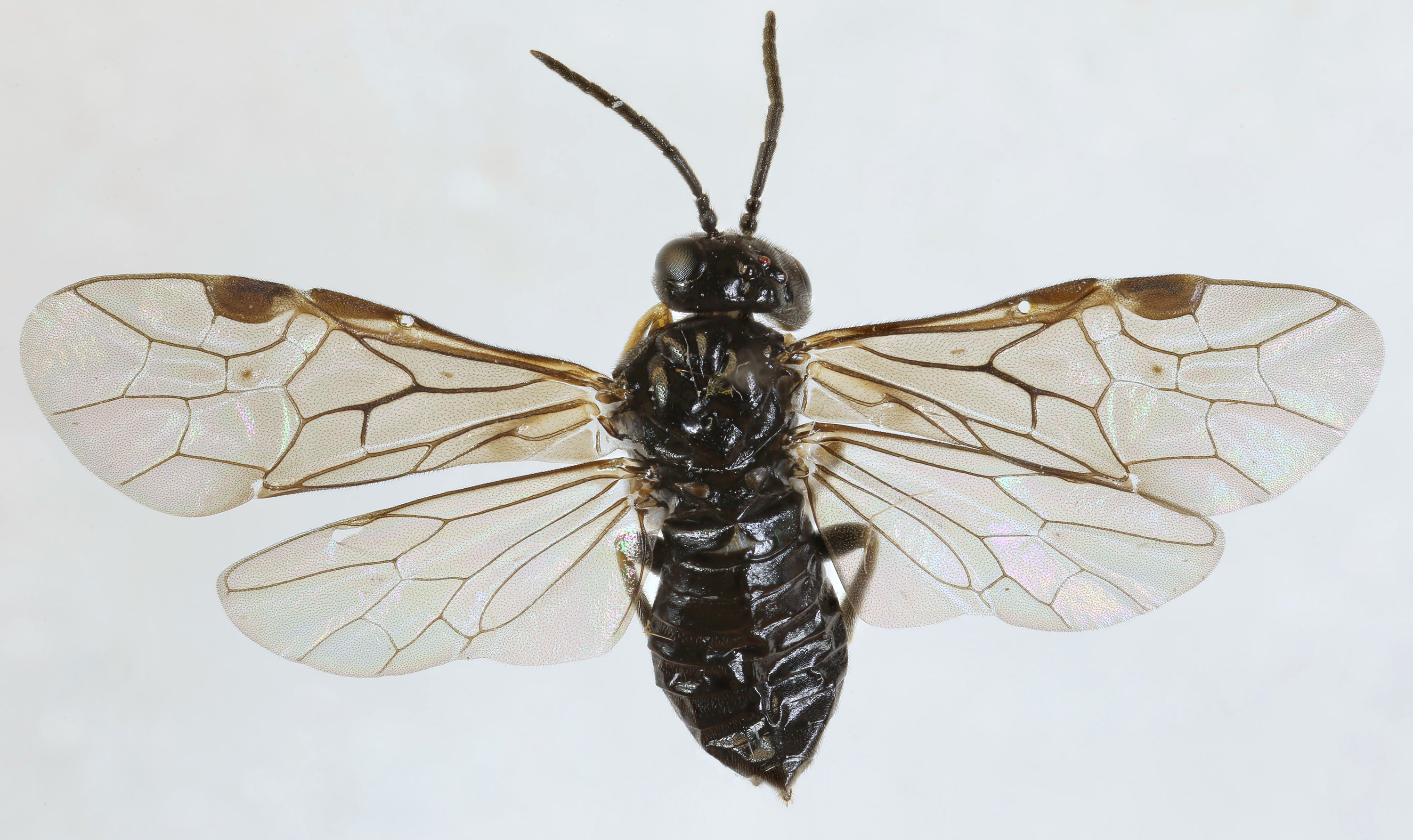
Dorsalansicht, die Flügeladerung gut erkennbar

Die Schwarze Rosenblattwespe (Endelomyia aethiops) ist eine Pflanzenwespe aus der Familie der Echten Blattwespen (Tenthredinidae). Im Englischen trägt die Art in Anlehnung an ihre Wirtspflanzen und dem Erscheinungsbild der Larven die Bezeichnung rose slug („Rosen-Schnecke“).

## Merkmale
Die adulten Blattwespen sind 4–5 mm lang. Die Imagines besitzen eine schwarze Grundfarbe. Die Flügel weisen ein dunkles Flügelmal auf. Die Tibien sind überwiegend weißlich gefärbt. Die gelblich-grünen Larven besitzen einen orangefarbenen Kopf. Sie erreichen eine Körperlänge von 10–15 mm.

## Verbreitung
Endelomyia aethiops ist in der Paläarktis heimisch. Die Art ist in Europa weit verbreitet. In Nordamerika wurde sie eingeschleppt und ist dort mittlerweile ebenfalls weit verbreitet.

## Lebensweise
Die Larven der Pflanzenwespen fressen an den Blättern verschiedener Rosen (Rosa), insbesondere Feld-Rose (Rosa arvensis) und Hunds-Rose (Rosa canina). Dabei führen sie einen Schabefraß an der Blattoberseite durch, so dass die Blätter zum Teil „skelettiert“ werden. Im Herbst vergraben sich die Larven im Boden, wo sie sich verpuppen und überwintern. Im darauffolgenden Frühjahr ab Ende März erscheinen die adulten Pflanzenwespen. Die Fortpflanzung erfolgt hauptsächlich parthenogenetisch. Ab Mai findet die Eiablage statt. Dabei wird ein einzelnes Ei pro Rosenblatt abgelegt. Die Larven beobachtet man dann ab Ende Juni.

## Taxonomie
Die Art wurde von Johann Friedrich Gmelin als Tenthredo aethiops Gmelin, 1790 erstbeschrieben.